# جون إيرل سوليفان
جون إيرل سوليفان (بالإنجليزية: John Earle Sullivan؛ مواليد 18 يوليو 1994)، والمعروف أيضًا باسم الناشط جون، هو ناشط سياسي أمريكي ومجرم مدان ومصور صحفي شارك في هجوم مبنى الكابيتول الأمريكي في 6 يناير 2021. في نوفمبر 2023، أدانته هيئة محلفين بتهمة عرقلة الإجراءات الرسمية، والاضطرابات المدنية، وخمس جنح.
قبل هجوم السادس من يناير/كانون الثاني، نظم سوليفان وشارك في الاحتجاجات المتعلقة بحركة «حياة السود مهمة»، على الرغم من أن بعض منظمي الحركة الآخرين تبرؤوا منه صراحةً، حتى أنهم طردوا سوليفان من المسيرات وحذروا زملاءه الناشطين من الارتباط بسوليفان.
في 6 يناير/كانون الثاني، دخل سوليفان مبنى الكابيتول مرتديًا قبعة وزي ترامب/ماجا وكسر نافذة. وباستخدام مكبر الصوت، صرخ مرارًا وتكرارًا بتشجيع زملائه المشاغبين. قام سوليفان بتصوير الهجوم، وتفاعلاته مع سلطات إنفاذ القانون، وإطلاق النار على أشلي بابيت.
بعد مشاركة سوليفان في هجوم الكابيتول، اتهم رودي جولياني سوليفان بالانتماء إلى حركة أنتيفا. بحلول مايو/أيار 2021، كان سوليفان يواجه ثماني تهم فيدرالية بسبب تورطه في أحداث 6 يناير/كانون الثاني.

## نشأته وعائلته
تم تبني سوليفان في عائلة محافظة من قديسي الأيام الأخيرة. كان والده، جون سوليفان الأب، مقدمًا في الجيش الأمريكي. لدى سوليفان ثلاثة إخوة أصغر سنًا. نشأ سوليفان في ستافورد، فيرجينيا. حوالي عام 2013، انتقلت العائلة إلى يوتا.
بعد تخرجه من المدرسة الثانوية، تقدم سوليفان بطلب للعمل كضابط شرطة. انخرط سوليفان في التزلج السريع وفي عام 2016، ظهر سوليفان في منشور مدونة تجارية على موقع أوبر، ووصفه بأنه «يبحث عن طريقة لكسب المال تتناسب مع جدول تدريبه المزدحم». شارك سوليفان في التجارب الأولمبية لعام 2018 لكنه فشل في التأهل؛ وعلى الرغم من ذلك، فقد ادعى أنه «تنافس في دورة الألعاب الأولمبية لعام 2018».

## النشاط قبل هجوم الكابيتول 2021
في يونيو 2020، بدأ سوليفان في حضور احتجاجات حركة حياة السود مهمة. ووفقًا لما ذكره ليكس سكوت، مؤسس حركة حياة السود مهمة في ولاية يوتا، لم يكن أي من الناشطين يعرفه قبل هذا الوقت.

### الصحوة والتمرد الحضاري في الولايات المتحدة
يذكر الناشط المحافظ جيمس سوليفان، شقيق جون، أن جون كان محافظًا «حتى وقت قريب». أسس جيمس سوليفان حركة «الصحوة الحضارية»، وهي جزء من حركة الوطنيين اليمينية المتطرفة الأكبر.
في يونيو 2020،[بحاجة لمصدر أفضل] سوليفان «تمرد الولايات المتحدة»، وهي مجموعة تشارك في الاحتجاجات ضد عنف الشرطة. اتُهم سوليفان باستغلال حركة العدالة العرقية لتحقيق مكاسب شخصية. لاحظت صحيفة سولت ليك تريبيون أن سوليفان كان يبيع البضائع وينخرط في الترويج لنفسه على العديد من المواقع الإلكترونية؛ يبيع موقعه الإلكتروني التمرد في الولايات المتحدة الأمريكية (بالإنجليزية: Insurgence USA)‏ معدات مرتبطة بالاحتجاج، مثل الملابس السوداء والقفازات وأقنعة الغاز، والتي تحمل العلامة التجارية «مجموعة جامعي معدات الكتلة» (بالإنجليزية: bloc gear collector collective)‏.

### احتجاجات السيارات وإطلاق النار والاعتقال
في 29 يونيو 2020، قاد سوليفان أول حدث احتجاجي له في بروفو، يوتا. يتذكر زعيم حركة حياة السود مهمة ليكس سكوت: «كان أول احتجاج نظمه هو ذلك الذي تعرض فيه شخص لإطلاق النار». كان الحدث بمثابة احتجاج مضاد ضد حدث مؤيد للشرطة حيث قادت مجموعة حياة الزرق مهمة مركبات حول مركز شرطة بروفو. وفي هذه الأثناء، نظم سوليفان وآخرون احتجاجًا مضادًا من خلال منع المركبات والتدخل في حركة المرور في شارع مزدحم. وجهت إلى أحد الرجال المرتبطين بسوليفان، جيسي تاغارت، تهمة الشروع في القتل بإطلاق النار على سائق كان يتحرك ببطء عبر حشد المحتجين وإصابته. لم يكن الضحية الذي تعرض لإطلاق النار تابعًا لأي من مجموعتي الاحتجاج.
تم القبض على سوليفان ووجهت إليه تهمة إثارة الشغب والتهديد بالعنف والتخريب الجنائي. وفقًا لإفادة الشرطة، قام سوليفان بإتلاف المركبات والتعاون مع منظمة التمرد في الولايات المتحدة الأمريكية لتجنيد المحتجين للاحتجاج. أشار سوليفان إلى أنه يعتقد أن السائق الذي أطلق عليه تاغارت النار كان يحاول دهس المتظاهرين، وهو ادعاء طعنت فيه الشرطة بناءً على أدلة فيديو للحدث.

### العلاقات مع براود بويز
نظم سوليفان أحداثًا في بروفو بولاية يوتا، والتي كانت مثيرة للجدل مع حركة حياة السود مهمة. واجه سوليفان قدرًا أعظم من الشكوك بعد حدث أقيم في الأول من يوليو 2020، حيث دعا إلى إلقاء خطابات من براود بويز، وهي منظمة أمريكية يمينية متطرفة وفاشية جديدة تروج للعنف السياسي وتشارك فيه. أدت العلاقة الوثيقة بين سوليفان وجماعة براود بويز إلى رفض نشطاء حركة حياة السود مهمة العمل معه. حصل سوليفان لاحقًا على تدريب جماعي على الأسلحة النارية. في 26 سبتمبر، ألقى شقيق سوليفان جيمس كلمة في تجمع لجماعة براود بويز في بورتلاند نيابة عن جماعة الصحوة الحضارية اليمينية المتطرفة التي ينتمي إليها جيمس.

### انتقادات للاحتجاج المسلح
في 22 يوليو 2020، نظم سوليفان احتجاجًا منفردًا مسلحًا في مبنى الكابيتول بولاية يوتا، حاملاً بندقية إيه آر-15. استمرت الاحتجاجات لعدة ساعات، واجه خلالها عشرين رجلاً مسلحًا من منظمة «إنذار مواطني ولاية يوتا». وبما أنه بدأ يحمل بنادق هجومية للاحتجاج، فقد أثار ذلك العداء من اليمين واليسار على حد سواء.
في أغسطس 2020، تم تصوير سوليفان وهو يلقي خطابًا خارج مبنى الكابيتول الأمريكي. تحدث سوليفان عن «حرق هذا المكان» وقال للحشد «علينا أن ننتزع ترامب من ذلك المكتب هناك» بينما كان يشير إلى البيت الأبيض ؛ وأضاف «نحن لن ننتظر حتى الانتخابات القادمة». قال ليكس سكوت إن سوليفان بدا وكأنه لديه «رغبة في الموت» لأنه يعتقد أنه سيكون «رائعًا أو مذهلاً إذا قُتل في احتجاج وبدأ ثورة». كما أنكرت أن سوليفان عضو في حركة حياة السود مهمة في يوتا وأعربت عن شكوكها في سعيه إلى الشهرة، مضيفة أنه لم يحضر أي اجتماعات لحركة حياة السود مهمة ولم يعمل جنبًا إلى جنب معهم لتعزيز أجندتهم.

### العمل مع جاد ساكير
وفقًا لجيمس سوليفان، بحلول أكتوبر 2020،[بحاجة لمصدر أفضل] كان هو وشقيقه جون موضوعًا لفيلم وثائقي تم تصويره بواسطة جايد ساكر. وبحسب ما ورد استخدم ساكر فريقين لتوثيق جهود الأخوين.[بحاجة لمصدر أفضل] سيرافق ساكر لاحقًا جون سوليفان إلى مبنى الكابيتول في 6 يناير.

### التنديد به وطرده
حذر ناشط من بورتلاند الناس من الثقة به، بعد أن تمكن من إلقاء القبض على ناشطين محليين في سبتمبر 2020 من خلال قيادتهم إلى طريق خاطئ والوقوع في قبضة الشرطة ؛ وكان يُشتبه على نطاق واسع في أن سوليفان هو عميل مزدوج يعمل لصالح إنفاذ القانون. في مجموعات الدردشة على سيجنال، كان سوليفان يستخدم حسابات وهمية مختلفة لخلق الوهم بأن الآخرين يدافعون عن سمعة جون سوليفان.  قالت الناشطة العمالية تاليا جين [الإنجليزية] إن سوليفان «مُحتقر في كل مكان من عالم النشطاء».
في السادس عشر من سبتمبر/أيلول، نظم جيمس سوليفان ومنظمة الصحوة المدنية احتجاجًا مضادًا ضد حركة حياة السود مهمة. أحضر جيمس حارسًا شخصيًا إلى احتجاج حركة حياة السود مهمة؛ وتم القبض على هذا الشخص بتهمة التلويح بسلاح ناري.
في 26 نوفمبر 2020، نشر نشطاء سياتل مذكرة تتهم جون سوليفان بأنه عميل استفزازي يسعى إلى تقويض حركة حياة السود مهمة:
«طُرد جون من مشهد احتجاجات #سولتليك سيتي و #بورتلاند بسبب سلوكياته المثيرة للقلق بما في ذلك الاحتيال / الربح، والترويج الذاتي / مطاردة النفوذ، وتخريب الأنشطة المجتمعية، والتهديدات بالعنف، وربما الأكثر إثارة للقلق — العلاقات مع اليمين المتطرف... شقيق جون، جيمس، هو المؤسس المشارك لمنظمة مؤيدة لترامب تسمى «الصحوة المتحضرة»، وله علاقات قوية مع براود بويز — حتى أنه تحدث في تجمع براود بويز. تعزز المواقف السياسية المستقطبة للأخوين بشكل ملائم شخصية كل منهما العامة. يوصي الناشطون في هذه المدن بمنعه من الأنشطة المجتمعية وتجنبه تمامًا.»
في 12 ديسمبر/كانون الأول، سافر ناشطون مؤيدون ومعارضون لترامب إلى واشنطن العاصمة. اندلعت مشاجرات وتم طعن أربعة أشخاص. في ذلك اليوم، تم اصطحاب جون سوليفان من حدث في ساحة حياة السود مهمة [الإنجليزية] في واشنطن بعد أن تم التعرف عليه من قبل نشطاء على علم بالاتهامات الموجهة إليه. وفي نفس اليوم، طُرد جيمس سوليفان بطريقة مماثلة من حدث مؤيد لترامب في واشنطن.

## المشاركة في هجوم الكابيتول 2021
شارك جون سوليفان في اقتحام مبنى الكابيتول في الولايات المتحدة. كان يرتدي سترة واقية من الرصاص وقناع غاز، ودخل المبنى عبر نافذة مكسورة. قام سوليفان بتصوير مقطع فيديو موسع، بما في ذلك مقطع فيديو لمقتل آشلي بابيت. يمكن سماع سوليفان وهو يقول «يا رجل، هذا الهراء سوف يصبح فيروسيًا» بعد وفاة بابيت.
قام سوليفان بتصوير نفسه وهو يهتف «نحن على وشك حرق هذا المكان» و«لقد أنجزنا هذا الأمر. لقد فعلنا هذا معًا. اللعنة! نحن جميعًا جزء من هذا التاريخ»، و«علينا حرق هذا المكان»، و«إنه منزلنا، أيها الأوغاد!» كما استخدم مكبر صوت وصرخ بالدعم.

### قاعة المتحدثين
خارج قاعة المتحدث، صور سوليفان نفسه وهو يخبر الآخرين في الحشد أنه يحمل سكينًا. ثم نفى لاحقًا أن يكون لديه سكين، مدعيًا أنه «استخدمه للتنقل إلى مقدمة الحشد».
عند وصوله إلى مقدمة الحشد، قال لضابط إنفاذ القانون الذي يحرس الباب المحصن: «نريدك أن تعود إلى المنزل. أنا أسجل وهناك الكثير من الناس وسوف يشقون طريقهم إلى هنا. يا أخي، لقد رأيت أشخاصًا هناك يتعرضون للأذى. لا أريد أن أراك تتأذى».

### المقابلات العامة
بعد لحظات من إطلاق النار على بابيت، أجرى سوليفان مقابلة مرتجلة مع أحد مقدمي البرامج التلفزيونية الذين عرفوا أنفسهم بأنهم يعملون لدى إنفو وورز. في وقت لاحق من تلك الليلة، ظهر سوليفان وجايد ساكر في برنامج أندرسون كوبر 360 درجة على قناة سي إن إن، حيث عرضا لقطات سوليفان لإطلاق النار على بابيت.

### الاحتجاز ومقابلة مكتب التحقيقات الفيدرالي
في 7 يناير، تم استجواب سوليفان من قبل عملاء مكتب التحقيقات الفيدرالي بشأن إطلاق النار. وقال سوليفان إنه لا ينتمي إلى حركة حياة السود مهمة أو حركة أنتيفا، ولا ينتمي إلى حشد مؤيدي ترامب، على الرغم من أنه يدعم حركة حياة السود مهمة. وعندما سُئل عن استخدام هاشتاجات أنتيفا في منشوراته على وسائل التواصل الاجتماعي، رفض الارتباط بالمجموعة، لكنه صرح أنه ومجموعته مناهضون للفاشية. واعترف بأنه صرخ بالدعم أثناء الهجوم، لكنه ادعى أنه فعل هذه الأشياء فقط «للاندماج» مع حشد مؤيدي ترامب. وقال شقيقه جيمس سوليفان إنه أرسل إلى مكتب التحقيقات الفيدرالي نصائح بشأن جون سوليفان بعد حوالي أسبوع من الهجوم.
في 13 يناير/كانون الثاني 2021، تم توقيع مذكرة اعتقال تتضمن ثلاث تهم تتعلق بأعمال الشغب في واشنطن العاصمة من قبل قاضي الصلح. استندت الإفادة الخطية على العمل الذي قام به قسم مكافحة الإرهاب التابع لقسم الأمن القومي بوزارة العدل الأمريكية والمدعي العام الأمريكي لمنطقة كولومبيا. وجاء في الإفادة أن سوليفان دخل إلى الجانب الغربي من مبنى الكابيتول عبر التسلق عبر نافذة مكسورة. ثم اقترب من نافذة أخرى فسمع صوت طرق، ثم تحطمت. صرح سوليفان قائلاً: «لقد كسرتها. خطئي، أعتذر. حسنًا، لقد كسروا نافذة بالفعل، لذا كما تعلم، لم أكن أعلم أنني ضربتها بقوة. لم يلتقط أحد هذه الصورة بالكاميرا». إحدى التهم، «40 USC § 5104(e)(2)(D)»، هي جريمة محددة تتمثل في دخول أو البقاء في مجلس الكونغرس دون إذن.

### الاعتقال والاتهامات
تم القبض على سوليفان في مقاطعة تويلي بولاية يوتا، وظهر أمام القاضي في 15 يناير 2021. تم ضبط جهازي كمبيوتر وهاتفين محمولين ومعدات كاميرا من قبل مكتب التحقيقات الفيدرالي. تم إطلاق سراحه بشروط صارمة قبل المحاكمة. تم إطلاق سراحه لأن السلطات لم يكن لديها أدلة كافية لإبقائه قيد الاحتجاز، وبموجب الشروط التي تنص على احتفاظه بوظيفة حيث يتعين عليه العمل بدوام كامل؛ والبقاء في المنزل باستثناء الذهاب إلى العمل أو الكنيسة أو المحكمة؛ والنشر على وسائل التواصل الاجتماعي فقط لطلب الوظائف؛ وعدم مغادرة ولاية يوتا وتسليم جواز سفره للسلطات؛ وعدم العمل بعد الآن مع منظمة التمرد في الولايات المتحدة الأمريكية على الرغم من أنه لا يزال يُسمح له بالتعامل مع معاملاتها المالية وإقراراتها الضريبية؛ وإجراء تقييم للصحة العقلية؛ وعدم امتلاك أسلحة نارية.

### نظرية المؤامرة ضد الفاشية
استشهد محامي ترامب رودي جولياني وموقع بوابة بونديت بتورط سوليفان في أعمال الشغب كجزء من نظرية المؤامرة التي تزعم تورط منظمة أنتيفا في أعمال الشغب. نشر جولياني لقطة شاشة لرسالة من جيمس سوليفان جاء فيها «أنا أعمل حاليًا مع مكتب التحقيقات الفيدرالي لكشف وإلقاء اللوم الكامل على جون وأعضاء أنتيفا البالغ عددهم 226 الذين حرضوا على أعمال الشغب في الكابيتول».
لم تحدد السلطات الفيدرالية سوليفان كعضو في منظمة أنتيفا وأعلن مكتب التحقيقات الفيدرالي في 8 يناير أنه لا يوجد دليل على تورط أنتيفا في الحصار. نأت منظمة حياة السود مهمة يوتا بنفسها لعدة أشهر عن سوليفان بسبب مخاوف من أنه قد يكون مرتبطًا ببراود بويز.

### ادعاءات كونه صحفي
أطلق سوليفان على نفسه لقب الصحفي المواطن وادعى أنه كان في هجوم الكابيتول كمصور صحفي فقط. ينفي بيان مكتب التحقيقات الفيدرالي الادعاء بأنه كان مصورًا صحفيًا، لأنه لم يكن لديه أي أوراق اعتماد صحفية. يزعم المدعون العامون أنه في ديسمبر 2020، أنكر سوليفان علنًا كونه صحفيًا.
ويُوصف تسجيل سوليفان الخاص بأنه فيلم وثائقي من منظور الشخص الأول أصدره على موقع يوتيوب تحت عنوان إطلاق النار واقتحام مبنى الكابيتول الأمريكي في واشنطن العاصمة. قام ج. هوبرمان، وهو ناقد سينمائي يكتب في آرتفوروم، بمراجعة فيلم سوليفان، ووصفه بأنه «سينما كدليل جنائي» وقارنه بفيلم زابرودر عن اغتيال كينيدي، كما وصفه أيضًا بأنه «تقرير غريب». تم استخدام أجزاء من اللقطات في محاكمة عزل دونالد ترامب الثانية. كانت شبكة سي إن إن، وشبكة إن بي سي نيوز، وهيئة الإذاعة الأسترالية، وصحيفة واشنطن بوست من بين وسائل الإعلام التي دفعت لسوليفان مقابل الفيديو الخاص به.
عند دخول مبنى الكابيتول، كان سوليفان برفقة جاد ساكر، صانعة أفلام وثائقية مستقلة مقرها لوس أنجلوس،[بحاجة لمصدر أفضل] الذي كان يصور جون سوليفان كجزء من فيلم وثائقي عنه وعن شقيقه جيمس.

### الإدانة
أدين سوليفان في 16 نوفمبر 2023، من قبل هيئة محلفين في مقاطعة كولومبيا بخمس جرائم جنائية وتهمتين جنحيتين تتعلقان بسلوكه أثناء اقتحام مبنى الكابيتول الأمريكي في 6 يناير 2021. في 23 أبريل 2024، حُكم على سوليفان بالسجن لمدة ست سنوات.

## وصلات خارجية
- AFFIDAVIT IN SUPPORT OF CRIMINAL COMPLAINT AND ARREST WARRANT for Capitol riot involvement (including screenshots from Sullivan's video channels)
- "What we know about John Sullivan, charged with rioting at the U.S. Capitol" Salt Lake Tribune
- Personal website نسخة محفوظة 2021-02-18 على موقع واي باك مشين.